# Сейшельская пальма
Сейшельская пальма, или Лодоицея или Коко-де-мэр (лат. Lodoicea) — монотипный род из семейства Пальмовых. Единственный вид рода — Lodoicea maldivica. Он встречается на склонах холмов и в долинах на двух древних гранитных островах — Праслен и Кюрьёз в Сейшельском архипелаге. Места произрастания сейшельской пальмы объявлены заповедниками. У сейшельской пальмы самые большие семена из всех растений. Изображена на гербе Сейшельских Островов.
Род назван в честь короля Франции Людовика XV.

## Биологическое описание
Высокая медленно растущая пальма высотой 25-34 м. Основание ствола сейшельской пальмы, имеющее форму луковицы, сидит в чаше диаметром около 80 см и глубиной до 0,5 м. Эта сужающаяся книзу чаша из лигнифицированной ткани, похожей на скорлупу кокосового ореха, пронизана множеством овальных отверстий, которые снаружи заканчиваются трубочками — через них корни проникают в землю, не прикрепляясь к чаше. Такие гнёзда прочны и сохраняются в течение столетий. Это дерево образует сережковидные мужские соцветия длиной 1-2 м. Мелкие мужские цветки в пучках по 20-30 погружены в ямки на оси соцветия. Цветки каждой ямки раскрываются не одновременно, поэтому цветение растения растягивается на 8-10 лет. Крупный плод массой 13-18 кг созревает 7-10 лет. Волокнистый мезокарпий (толщиной не более 2,5 см) покрывает 2-лопастную «косточку», содержащую крупное 2-лопастное семя. Некоторые плоды имеют 2 или иногда 3 семени и достигают массы свыше 45 кг. Желеобразный эндосперм незрелых семян со временем твердеет. Семя прорастает 1-1,5 года. Молодое растение получает питательные вещества из эндосперма в течение 3-4 лет.
|                          |  |
| Плоды сейшельской пальмы |  |